# Dsungaripterinae
De Dsungaripterinae zijn een groep van uitgestorven pterosauriërs behorend tot de Pterodactyloidea.
In 2014 begreep Brian Andres dat Dsungaripterus samen met Domeykodactylus een eigen tak vormde in de Dsungaripteridae. In het kader van het verschaffen van een de Pterosauria volledig dekkende nomenclatuur besloot hij die te benoemen als de Dsungaripterinae.
De klade Dsungaripterinae werd gedefinieerd als de groep omvattende Dsungaripterus weii Young 1964 en alle soorten nauwer verwant aan Dsungaripterus dan aan Noripterus complicidens Young 1973.
De Dsungaripterinae zijn de zustergroep van de Noripterinae. Ze bestaan uit kleine tot middelgrote soorten uit het vroege Onder-Krijt. Hun schedels hebben een lange snuitkam en hun tandkassen zijn verhoogd, althans in het geval van Dsungaripterus als aanpassing voor durofagie, het eten van schelpdieren.